# Constant van Langhendonck
Constant van Langhendonck, född 4 februari 1870, död 1944, var en belgisk ryttare.
Langhendonck blev olympisk guldmedaljör i längdhoppning vid sommarspelen 1900 i Paris.